# 2018年冬季残疾人奥林匹克运动会英国代表团
2018年冬季残疾人奥林匹克运动会英国代表团是英国派出的2018年冬季残疾人奥林匹克运动会代表团。获得1枚金牌、4枚银牌和2枚铜牌。